# دهداران سفلا
دهداران سفلی، روستایی است از توابع بخش شبانکاره در شهرستان دشتستان استان بوشهر ایران.

## جمعیت
این روستا در دهستان شبانکاره قرار داشته و براساس سرشماری سال ۱۳۸۵ جمعیت آن ۱۷۶۷نفر (۳۵۰خانوار) می‌باشد.
دهیاری دهداران در سال ۱۳۷۸ تأسیس شد. بر اساس آخرین آمارگیری دهیاری در سال ۹۰، دهداران دارای ۳۸۱ خانوار و جمعیت ۲۱۰۰ نفر است.
دهداران در فاصله ۶کیلومتری شهر شبانکاره (مرکز بخش)، ۴۲کیلومتری برازجان (مرکز شهرستان دشتستان) و ۹۵ کیلومتری بوشهر (مرکز استان) قرار دارد. این روستا با مختصات جغرافیایی ۵۰٫۵۵٫۳۹ خاوری(:شرقی) و ۲۹٫۲۹٫۲۶ شمالی، در مسیر جاده برازجان به گناوه واقع است.
| اطلاعات کامل در مورد روستای دهدران سفلی | |
| \| اطلاعات کلی \| کشور:ایران استان:بوشهر شهرستان:دشتستان بخش:شبانکاره روستا:دهداران سفلی \| \| جمعیت \| اعلام میشود \| \| تعداد خانوار \| حدود 500خانوار اصلی \| \| آموزشی/فرهنگی \| دبستان:دارد راهنمایی:دارد(دخترانه و پسرانه) دبیرستان:دارد(دخترانه و پسرانه) \| \| سیاسی/اداری \| شورای اسلامی _تعاونی روستایی _پایگاه بسیج _دهیاری _مرکز بهداشت و درمان_ \| \| مذهبی \| مسجد:دارد حسینیه:دارد امامزاده:دارد \| \| بازرگانی/خدماتی \| فروشگاه تعاونی _ابزار فروشی _بقالی _آرایشگاه _نانوا _آژانس _گوشت فروشی _رستوران _تعمیرگاه _پست بانک_ و ده ها مغازه دیگر \| \| بهداشت و درمان \| مرکز بهداشت و درمان _خانه بهداشت _درمانگاه _بهورز _بهیار _پزشک _بهداشتیار \| \| آب/برق/گاز \| آب لوله کشی و تصفیه_برق دارد_ \| \| ارتباطات \| راه اسفالته یکطرفه _دفتر مخابرات _دسترسی کامل به وسیله نقلیه _تلفن _پست بانک _اینترنت \| \| ورزشی \| زمین ورزشی خاکی -زمین چمن (منصوعی ) فوتبال \| \| کشاورزی/دامداری \| کشت گندم،جو و ده ها گونه گیاهی دیگر با قابلیت بسیار بالای کشاورزی پرورش مرغ_گوسفند و گاو \| \| تاریخی/گردشگری \| امامزاده شاه حیدر \| \| موقعیت جغرافیایی \| در فاصله حدود 7کیلومتری شمال شبانکاره \| | |
| اطلاعات کلی | کشور:ایران استان:بوشهر شهرستان:دشتستان بخش:شبانکاره روستا:دهداران سفلی                                                  |
| جمعیت | اعلام میشود |
| تعداد خانوار | حدود 500خانوار اصلی |
| آموزشی/فرهنگی | دبستان:دارد راهنمایی:دارد(دخترانه و پسرانه) دبیرستان:دارد(دخترانه و پسرانه)                                             |
| سیاسی/اداری | شورای اسلامی _تعاونی روستایی _پایگاه بسیج _دهیاری _مرکز بهداشت و درمان_                                                 |
| مذهبی | مسجد:دارد حسینیه:دارد امامزاده:دارد                                                                                     |
| بازرگانی/خدماتی | فروشگاه تعاونی _ابزار فروشی _بقالی _آرایشگاه _نانوا _آژانس _گوشت فروشی _رستوران _تعمیرگاه _پست بانک_ و ده ها مغازه دیگر |
| بهداشت و درمان | مرکز بهداشت و درمان _خانه بهداشت _درمانگاه _بهورز _بهیار _پزشک _بهداشتیار                                               |
| آب/برق/گاز | آب لوله کشی و تصفیه_برق دارد_                                                                                           |
| ارتباطات | راه اسفالته یکطرفه _دفتر مخابرات _دسترسی کامل به وسیله نقلیه _تلفن _پست بانک _اینترنت                                   |
| ورزشی | زمین ورزشی خاکی -زمین چمن (منصوعی ) فوتبال                                                                              |
| کشاورزی/دامداری | کشت گندم،جو و ده ها گونه گیاهی دیگر با قابلیت بسیار بالای کشاورزی پرورش مرغ_گوسفند و گاو                                |
| تاریخی/گردشگری | امامزاده شاه حیدر |
| موقعیت جغرافیایی | در فاصله حدود 7کیلومتری شمال شبانکاره                                                                                   |